# Juliet Richardson
Pour les articles homonymes, voir Richardson.
Juliet Richardson est une chanteuse américaine couramment appelée Juliet, née en 1980 à Philadelphie, en Pennsylvanie, et élevée dans le New Jersey.

## Biographie
Ses débuts dans la musique furent en 2000 en tant que chanteur pour le groupe 1 plus 1. Leur single Cherry Bomb, éponyme de l'album sorti par la maison de disques Elektra Records a atteint le top 40 des musiques jouées en clubs du Billboard magazine en 2001, et le Top 50 Dance.
Ensuite elle a chanté dans le groupe MNQNN (prononcée "mannequin"). MNQNN a joué dans des clubs rock pendant quelques années et le groupe s'est arrêté en juin 2003.
Richardson a persuadé Josh Deutsch de Virgin Records de la faire signer dans sa maison de disques. Elle a recontacté Steve Sydelink qui avait travaillé avec elle dans un groupe et qui était le batteur de Madonna.
En 2004, Richardson est revenu à l'enregistrement, Sydelink l'a présentée pour enregistrer un album à Stuart Price (également connu sous le nom de Jacques Lu Cont) et sur cet album, elle a pris le nom de "Juliet". L'album résultant de ce projet, Random Order, est sorti en juillet 2005. Le single sorti avant l'album, Avalon, a atteint le top 5 dans les charts European Dance en mai 2005, et numéro un dans le  chart U.S. Billboard Hot Dance Music/Club Play en mars 2005. La chanson a également atteint le Top 30 des ventes de singles au Royaume-Uni en avril 2005.
Deux autres de ses titres, "Nu taboo" et "Au", ont également connu un franc succès.